# Mike Knox
Michael Hettinga (nascido em 17 de julho de 1978) é um profissional estadunidense de wrestling profissional.

## Carreira

### 2009
Knox participou do Royal Rumble entrando no número 12, eliminando Big Show e Kane depois de passar a luta enfrentando seu rival, Rey Mysterio. Knox participou da Elimination Chamber pelo World Heavyweight Champion do No Way Out. Knox foi o segundo eliminado, após um Codebreaker de Chris Jericho. Knox participou de uma triple treath match contra Mysterio e Kane por uma vaga na Money in the Bank ladder match no WrestleMania XXV, mas foi derrotado por Kane após um chokeslam.
No WWE Draft de 2009, foi transferido para o SmackDown, sendo demitido em abril de 2010.

## 2011
Knox foi recontrado, voltando à WWE, mas após a entrada do novo general manager temporário do RAW, John Laurinaltis, foi demitido. Por causa de sua demissão, entrou em depressão, pois estava na WWE há anos .

## 2013
Knox Foi contratado pela Total Nonstop Action em Abril de 2013 , Assim com seu novo nome "Knux" . Knox estreou como do Roster TNA , mas logo após como seguia seu contrato se tornou o Power-House do Aces and Eights . Atualmente ele é o único Power-House do Team , Pois Bully Ray já haverá eliminado a maioria dos membros , tornando o Team em um Trio .

## No Wrestling
- Ataques
  - Knox Out[3]
  - Bicycle kick
  - Brainbuster Inverted
  - Boston crab
  - Diving leg drop
  - Scoop slam
  - Powerslam
  - STO backbreaker

- Managers
  - Kelly Kelly
  - Paul Heyman

## Títulos e prêmios
- Always In There Promotion
  - AIT Heavyweight Championship (1 vez)
- Deep South Wrestling
  - DSW Tag Team Championship (1 vez) – com Derek Neikirk;
- Impact Zone Wrestling
  - IZW Heavyweight Championship (2 vezes)
  - IZW Tag Team Championship (1 vez) – com Derek Neikirk
- Pro Wrestling Illustrated
  - PWI colocou-o como #140 dos 500 melhores wrestlers de 2006